# Antenna Edições Técnicas
Antenna Edições Técnicas foi uma editora do Rio de Janeiro. Sua sede ficava na Avenida Marechal Floriano. Publicava e vendia livros técnicos de eletrônica, radioamadorismo, telecomunicações etc. Foi fundada em 30 de abril de 1926 pelo engenheiro Elba Dias com a edição n° 1 da revista Antenna, sendo uma das pioneiras desse gênero no Brasil.
Elba dirigiu a editora até o início de 1941, quando já muito atarefado como diretor da Repartição Geral dos Telégrafos (atual ECT) e com a empresa à beira da falência, convidou o jornalista, radioamador e colaborador da Antenna Gilberto Affonso Penna para dirigi-la. Paulatinamente o novo diretor  reestruturou a editora como um todo e criou novas seções para a revista.
Quinze anos depois, em maio de 1956, Gilberto lançou a revista Eletrônica Popular, inicialmente como suplemento da Antenna dedicado aos estudantes e hobbystas, uma versão brasileira da norte-americana Popular Electronics.Com o término do contrato com a editora norte-americana Ziff-Davis Co., em abril de 1967 surgiu a seção CQ-Radioamadores, dedicada aos assuntos de radioamadorismo e da faixa do cidadão,tornando-se assim a única publicação brasileira nesse segmento.
A revista anuária Som surgiu em dezembro de 1975. Era uma coletânea de artigos da seção Revista do Som lançada pela Antenna em março de 1972. Tanto a seção quanto a revista abordavam artigos, lançamentos e avaliações de aparelhos e utensílios sonoros. Deixou de circular em 1982.Sob o comando de Gilberto, Antenna completou meio século de existência em abril de 1976.
Em janeiro de 1983, as duas revistas se fundiram, surgindo o periódico Antenna-Eletrônica Popular, contendo artigos de eletrônica, radioamadorismo, telecomunicações e da Faixa do Cidadão em uma única revista.
Gilberto dirigiu a editora até abril de 1996, quando se afastou por motivo de saúde e passou o comando para seus familiares e a revista para outra empresa. Faleceu em setembro do ano seguinte.
A revista Antenna-Eletrônica Popular deixou de circular em 2007. Em julho de 2020, a histórica Antenna voltou a circular, agora em versão digital online.